# History 1978-1984
『History 1978-1984』（ヒストリー 1978-1984）は、1999年6月23日に発売された大貫妙子の2枚組ベスト・アルバム。発売元はdear heart/BMGジャパン。

## 概要
タイトルが示す通り、1978年から1984年にかけてRCAから発売された作品からの楽曲を中心に大貫自身が選曲した2枚組・全32曲を収録したベスト・アルバム。大貫はリマスタリングにも携わっている。
「黒のクレール」「色彩都市」「夏に恋する女たち」といった代表曲やアルバム曲のほか、1984年に放送された ″三ツ矢サイダー″ や、1986年放送の ″ソニー・ハンディカム″ CM曲などの貴重な音源も収録。1990年代にリリースされた楽曲からは、映画『東京日和』の主題歌に採用された「ひまわり」が選曲されている。但し、「黒のクレール」は13秒ほど早くフェードアウトされている。
CD-1「横顔」「新しいシャツ」「突然の贈りもの」は、セルフカバー・アルバム『pure acoustic』のアコースティック・バージョンで収録されている。
当時のプロデューサー宮田茂樹は、音楽を言語化しようと言葉で説明するとかえって曲の本質から遠のいてしまうような気がするため、敢えて1曲ごとの解説は避けることにしたと述べており、本作のライナーノーツに曲解説は掲載されていない。
ジャケットの絵はイラストレーターの大路浩実が描いたもの。
ライナーノーツでは、CD-2「メトロポリタン美術館」の編曲は清水靖晃になっているが、正しくは清水信之。

## 収録曲
- 作詞・作曲：大貫妙子 (特記以外)。InstrumentalとCD-2・#9は作曲のみ。

| 1. Tema Purissima 編曲：Marty Paich 2. 黒のクレール 編曲：坂本龍一 3. 愛の行方 編曲：坂本龍一 4. BOHEMIAN 編曲：坂本龍一 5. アヴァンチュリエール 編曲：坂本龍一 6. 風の道 編曲：Jean Musy 7. RECIPE〈調理法〉 編曲：坂本龍一 8. 三ツ矢サイダー '84 編曲：坂本龍一 9. エル・トゥルマニエ〈虹の神〉（Instrumental） 編曲：清水信之 10. 海と少年 編曲：坂本龍一 11. 色彩都市 編曲：坂本龍一 12. ピーターラビットとわたし 編曲：坂本龍一 13. 宇宙みつけた 編曲：坂本龍一 14. みずうみ 作詞：山川啓介 / 作曲：グリーグ / 編曲：乾裕樹 15. 横顔 編曲：中西俊博 16. 新しいシャツ 編曲：中西俊博 17. 突然の贈りもの 編曲：中西俊博 | 1. カイエ（Instrumental） 編曲：Jean Musy、大貫妙子、宮田茂樹 2. グランプリ 編曲：前田憲男 3. CARNAVAL〔edit〕 編曲：坂本龍一 4. SIGNE〈記号〉 編曲：清水信之 5. 幻惑 編曲：坂本龍一 6. 夏に恋する女たち 編曲：坂本龍一 7. 輪舞（Instrumental） 編曲：清水靖晃 8. Amour levant－若き日の望楼－ 編曲：Jean Musy 9. SONY HANDY CAM 編曲：坂本龍一 10. 雨の夜明け 編曲：坂本龍一 11. 最後の日付 編曲：坂本龍一 12. メトロポリタン美術館 編曲：清水靖晃 13. 光のカーニバル 編曲：Jean Musy 14. 黒のクレール〔reprise〕（Instrumental） 編曲：Jean Musy 15. ひまわり（映画『東京日和』より） 編曲：坂本龍一 |

## 参加ミュージシャン
| Tema Purissima - Conductor：Marty Paich - Acoustic Piano：David Paich - Synthesizer：Robbie Buchanan - Electric Guitar：Dann Hoff - Acoustic Guitar：Dean Parks - Fender Bass：Nathan East - Percussion：Joe Porcaro - Drums：Jeff Porcaro - Harp：Gale Levant - Strings Concert Master：Sid Sharp 黒のクレール - Keyboards, Drums：坂本龍一 - Guitar：大村憲司 - Bass：細野晴臣 愛の行方 - Drums：高橋幸宏 - Guitar：大村憲司 - Rhodes Piano, Prophet 5：坂本龍一 BOHEMIAN - Acoustic Piano, Rhodes Piano, Prophet 5：坂本龍一 - Electric Guitar：大村憲司 - Electric Bass：細野晴臣 - Drums：高橋幸宏 - Computer Programming：松武秀樹 - Background Vocal, Translation：Frank Noël アヴァンチュリエール - Drums：高橋幸宏 - Bass：中村裕二 - Guitar：大村憲司 - Acoustic Piano, Arp Odyssey, Prophet 5：坂本龍一 風の道 - Keyboards：Jean Musy - Drums：Pierre Alain Dahan - Bass：Sauver Mallia - Guitar：Claude Samara, 大村憲司 RECIPE〈調理法〉 - All Keyboards：坂本龍一 - Drums：林立夫 - Bass：後藤次利 - Electric Guitar：大村憲司 - Acoustic Guitar：吉川忠英 - Percussion：浜口茂外也 - Background Vocals：大貫妙子 エル・トゥルマニエ〈虹の神〉 - Keyboards, Guitars, Linn Drums Programming：清水信之 - Back Vocals：大貫妙子 海と少年 - Guitar：鈴木茂、松原正樹 - Drums：高橋幸宏 - Bass：細野晴臣 - All Keyboards：坂本龍一 - Percussion：浜口茂外也 - Strings：多グループ - Chorus：伊集加代子、和田夏代子、鈴木宏子 色彩都市 - All Keyboards, Drums：坂本龍一 - Guitar：大村憲司 - Percussion：浜口茂外也 - Background Vocal：EPO ピーターラビットとわたし - Keyboards, Drums；坂本龍一 - Guitar：大村憲司 - Background Vocals: 大貫妙子 宇宙みつけた - All Keyboards, Drums：坂本龍一 - Acoustic Guitar & Guitar Solo：大村憲司 - Electric Guitar：今剛 - Background Vocals：EPO、大貫妙子 みずうみ - Acoustic Piano：乾裕樹 - Synthesizer：清水信之 横顔 - Violin：中西俊博、藤原真 - Viola：久保田明宏 - Cello：溝口肇 - Contra Bass：野中英士 - Acoustic Piano：フェビアン・レザ・パネ 新しいシャツ - Violin：中西俊博、藤原真 - Viola：久保田明宏 - Cello：溝口肇 - Acoustic Piano：フェビアン・レザ・パネ 突然の贈りもの - Contra Bass：野中英士 - Acoustic Piano：フェビアン・レザ・パネ - Alto Sax：清水靖晃 | カイエ - Keyboards：Jean Musy - Drums：Pierre Alain Dahan - Bass：Bernard Paganotti - Guitar：Paul Stade - Percussion：Jean Paul Batailley - Concert Master：Noel Micleri グランプリ - Drums：渡嘉敷祐一 - Bass：杉本和弥 - Guitar：杉本喜代志 - Acoustic Piano：富樫春生 - Rhodes Piano：前田憲男 - Background Vocals：大貫妙子、EPO、宮田茂樹 CARNAVAL (edit) - Rhodes Piano, Prophet 5 : 坂本龍一 - Electric Guitar：大村憲司 - Electric Bass：細野晴臣 - Drums：高橋幸宏 - Computer Programing：松武秀樹 SIGNE〈記号〉 - Keyboards, Guitars, Bass, Simmons Drums, Linn Drums Programming：清水信之 - Sax：Jake H. Concepcion - Background Vocals：大貫妙子 - Whisper Voice：EPO 幻惑 - All Keyboards, Simmons Drums, Linn Drums & MC-4 Programming：坂本龍一 - Sax：中村哲 夏に恋する女たち - Drums: 林立夫 - Electric Guitars：大村憲司 - Acoustic Guitar：吉川忠英 - Percussion：浜口茂外也 - All Keyboards, Vibe：坂本龍一 - Sax：沢村満 輪舞 - Keyboards, Wood Winds：清水靖晃 - Drums：山木秀夫 - Voices：大貫妙子、宮田茂樹 Amour levant－若き日の望楼－ - Keyboards：Jean Musy - Concert Master：Noel Micleri 雨の夜明け - Rhodes Piano, Prophet 5：坂本龍一 - Drums：高橋幸宏 - Strings：多グループ 最後の日付 - Drums：高橋幸宏 - Bass：細野晴臣 - Guitar：鈴木茂 - Acoustic Piano, Prophet 5：坂本龍一 メトロポリタン美術館 - All Instruments：清水信之 - Oboe：坂宏之 - Synthesizers, Sequencers Programming：松武秀樹 光のカーニバル - All Instruments：Jean Musy 黒のクレール（reprise） - Keyboards：Jean Musy - Drums：Pierre Alain Dahan - Bass：Sauver Mallia ひまわり - Computer Programming：坂本龍一 - Percussion：Vinicius Cantuária - Guitar：小倉博和 - Background Vocal：大貫妙子 |

## 参考資料
- 大貫妙子『History 1978-1984』（ライナーノーツ）dear heart/BMGジャパン、1999年6月23日。BVCR-18007～08。